# Rems-Murr-Kreis
Rems-Murr-Kreis okrug je u njemačkoj pokrajini Baden-Württemberg. Oko 416.255 stanovnika živi u okrugu površine 858,14 km².

## Gradovi
1. Backnang
2. Fellbach
3. Murrhardt
4. Schorndorf
5. Waiblingen
6. Weinstadt
7. Welzheim
8. Winnenden

## Vanjske poveznice
- Webstranica okruga